# Oulu
Oulu ([ôu̯lu]; švedsko Uleåborg )) je mesto na Finskem in glavno mesto regije Severne Ostrobotnije. Je na severozahodni obali države ob izlivu reke Oulu. Prebivalcev Ouluja je približno 215.000, medtem ko ima podregija približno 263.000 prebivalcev. Je 5. najbolj naseljena občina na Finskem in četrto najbolj naseljeno mestno območje v državi. Oulu je tudi najbolj naseljeno mesto na severu Finske.
Sosednje občine Oulu so: Hailuoto, Ii, Kempele, Liminka, Lumijoki, Muhos, Pudasjärvi, Tyrnävä in Utajärvi. Oulu je tretje najsevernejše mesto na svetu z več kot 100.000 prebivalci, takoj za Murmanskom in Norilskom v Rusiji.
Zaradi številnega prebivalstva ter geopolitičnega, gospodarskega in kulturnozgodovinskega položaja so Oulu imenovali »prestolnica severne Finske«. Oulu velja tudi za enega od evropskih 'živih laboratorijev', kjer prebivalci eksperimentirajo z novimi tehnologijami (kot so oznake NFC in ubi-zasloni) na ravni celotne skupnosti. Čeprav le med 2 % najboljših univerz, je Univerza v Ouluju regionalno znana na področju informacijske tehnologije. Oulu je bil zelo uspešen tudi v nedavnih raziskavah podob mesta; v študiji, ki jo je leta 2008 objavil Finnish Economic Survey, je Oulu prejel najboljšo slikovno oceno med velikimi mesti v državi, vključno z ocenami anketirancev v vseh provincah. V raziskavi T-Media leta 2023 je bil Oulu izenačen s Kuopiom kot drugo najbolj privlačno mesto na Finskem, medtem ko je bil Tampere uvrščen na prvo mesto.
Nekoč znan po lesnem katranu in lososu je Oulu postal glavno visokotehnološko središče, zlasti na področju IT in tehnologije dobrega počutja. Druge pomembne industrije so predelava lesa, kemikalije, farmacevtski izdelki, papir in jeklo.
Oulu je bil leta 2026 izbran za evropsko prestolnico kulture.

## Etimologija
Mesto je dobilo ime po reki Oulujoki, ki izvira v jezeru Oulujärvi. Obstajajo številne druge teorije o izvoru imena Oulu. Eden od možnih virov je beseda v jeziku Sami, ki pomeni 'poplavna voda', vendar obstajajo tudi drugi predlogi. Struktura besede vsaj zahteva, da mora biti ime izpeljanka, če so ga prvotno dali govorci uralskega jezika. Po vsej verjetnosti je tudi pred finsko poselitvijo in je torej izposojenka iz enega od zdaj izumrlih saamijskih jezikov, ki so se nekoč govorili na tem območju.
Najverjetnejša teorija je, da ime izhaja iz finske narečne besede oulu, ki pomeni 'poplavna voda', kar je povezano z npr. južnosamijsko åulo, kar pomeni 'stopljen sneg', åulot, ki pomeni 'otoplitev' (neznanega končnega izvora). Ugiba se tudi, da sta sorodni še dve drugi besedni družini. Prvo vidimo v severnosavski narečni besedi uula in njeni samijski dvojnici oalli, obe pa pomenita 'rečni kanal'. Drugi je uralski koren, rekonstruiran kot *uwa, kar pomeni 'rečna struga' (v sodobni finščini se odraža kot vuo, tudi v izpeljankah, kot je vuolas 'močno tekoč'). Za katero koli od teh korenin bi bilo treba domnevati, da je neka samijska različica dodala nadaljnje izpeljane pripone.

## Zgodovina
Oulu leži ob Botniškem zalivu, ob izlivu reke Oulujoki, ki je starodavno trgovsko mesto.
Po pogodbi iz Nöteborga leta 1323 je bil status Ouluja sporen glede njegovega lastništva, saj sta imeli Novgorodska republika in Kraljevina Švedska velik vpliv. Leta 1345 je Kraljevina Švedska priključila ozemlje do reke Kemi za škofijo Turku. Leta 1375 je Novgorodska republika zgradila obrambni grad, ki ga je kasneje leta 1377 zavzelo Švedsko kraljestvo.
Za leta 1400 so bili značilni ruski vpadi v regijo, med temi vpadi so bili ujeti ljudje ubiti in/ali odpeljani nazaj v območje Rusije. Leta 1531 je mesto dobilo dovoljenje, da deluje kot trgovska postaja. Leta 1590 so grad Oulu zgradili Švedi, leta 1595 pa je pogodba iz Teusine trdno vzpostavila švedski nadzor nad Oulujem.
Mesto je 8. aprila 1605 ustanovil kralj Karel IX. Švedski in leta 1610 podelil mestne privilegije. Leta 1765 je Oulu prejel mestne pravice, ki so jim omogočile trgovanje zunaj Švedske. Oulu je bil od leta 1776 do 2009 glavno mesto province Oulu.
Leta 1822 je velik požar uničil večji del mesta, še posebej mestno središče, saj je bila večina mesta zgrajena iz lesa. Arhitekt Carl Ludvig Engel, znan predvsem po neoklasicističnih stavbah okoli Senatnega trga v Helsinkih, je bil angažiran, da pripravi načrt za njegovo obnovo. Z manjšimi spremembami ta načrt ostaja osnova za ureditev mestnega jedra Ouluja. Stolnica Oulu je bila zgrajena leta 1832 po njegovih načrtih, zvonik pa je bil dokončan leta 1844. Med Ålandsko vojno, ki je del krimske vojne, je pristanišče Oulu vdrla britanska flota, ki je uničila ladje in zažgala smolnice. kar je povzročilo mednarodno kritiko.
Mesto je bilo prizorišče bitke pri Ouluju 3. februarja 1918 med belimi in rdečimi med finsko državljansko vojno.

## Geografija
Oulu je na severu Finske, precej oddaljen od drugih mest v državi. Je 607 kilometrov severno od glavnega mesta Helsinki. Najsevernejša in najjužnejša točka celinske Finske sta približno enako oddaljeni od Ouluja. Obala Ouluja leži ob Botniškem zalivu (Perämeri v finščini), švedska celina pa je približno 180 km neposredno zahodno čez Botniški zaliv. Od središča Ouluja v smeri Oulunsala je Kempeleenlahti, manjši, a širok zaliv, obdan s travniki in del tega je bil uvrščen na seznam naravovarstvenega območja. Bližnji otok Hailuoto je tik ob obali, 53 kilometrov stran v Botniškem zalivu. Ob obali proti jugozahodu je približno 75 kilometrov od Ouluja Raahe (Brahestad), znan po zgodovinskem lesenem mestu, približno 130 kilometrov od Ouluja pa je Kalajoki, znan po priljubljenih peščenih plažah.

### Uprava delitev
Oulu je razdeljen na 106 mestnih okrožij. Največji med njimi so Haukipudas, Oulunsalo, Kaakkuri, Ritaharju, Tuira in Kello.
Občina Ylikiiminki je bila 1. januarja 2009 združena z mestom Oulu. Oulu in občine Haukipudas, Kiiminki, Oulunsalo in Yli-Ii so bile združene 1. januarja 2013.

### Podnebje
Oulu ima subarktično podnebje (Köppen: Dfc), ki meji na vlažno celinsko podnebje (Köppen: Dfb). Je največje finsko mesto v celoti v tem podnebnem pasu, pa tudi eno največjih na svetu. Značilnosti so mrzle in snežene zime s kratkimi in milimi poletji. Povprečna letna temperatura je 3,3 °C. Povprečna letna količina padavin je 477 mm, ki padejo 105 dni na leto, večinoma pozno poleti in jeseni. Najvišja temperatura, ki so jo kdaj koli zabeležili v Ouluju, je bila julija 1957 33,3 °C, medtem ko je bila najhladnejša zabeležena temperatura -41,5 °C februarja 1966.
Zaradi skrajne severne lege Ouluja in njegovega pogostega oblačnega neba je decembra v povprečju le 15 minut sonca na dan. V času zimskega solsticija dnevi trajajo le 3 ure in 34 minut, sonce pa se dvigne za 1,9 stopinje nad obzorjem. Po drugi strani pa v času poletnega solsticija dnevi trajajo 22 ur in 3 minute, sonce pa se spusti 1 stopinjo pod obzorje. To daje Ouluju bele noči poleti.
21. junija 2021 je Oulu prizadela nevihta Ahti, ki je povzročila poplave in podiranje dreves, veter pa je pihal s hitrostjo več kot 30 metrov na sekundo. Znano je, da je nevihta ubila eno osebo in ranila dve osebi.

## Kultura
Najbolj znani kulturni izvoz mesta Oulu je Air Guitar World Championships, ki poteka vsako leto avgusta, Mieskuoro Huutajat (znan tudi kot Screaming Men), zdaj propadla metalska skupina Sentenced in ena najboljših hokejskih ekip v Evropi, Oulun Kärpät.
V mestu živi veliko umetnikov, pisateljev in glasbenikov. Vsako leto se zvrstijo različni koncerti – rock, klasični in jazz – ter drugi kulturni dogodki. Primeri so Oulu Music Video Festival, Musixine Music Film Competition, vse v avgustu. V juliju poteka letni rock festival Qstock. Glasbeni festival Oulu poteka pozimi, glasbeni festival Oulunsalo pa poleti. Irski festival v Ouluju poteka vsak oktober, mednarodni festival otroškega filma pa vsak november.
Muzeji v Ouluju so muzej Severne Ostrobotnije, Muzej umetnosti Oulu (OMA), znanstveni center Tietomaa in muzej na prostem Turkansaari.
Pomembni kipi in skulpture so skulptura Fransa Michaela Franzéna in kip Bobbyja na tržnici.
Finska evrovizijska predstavnica 2021 rock skupina Blind Channel je iz Ouluja. Na tekmovanju so zasedli 6. mesto.
Kalmah je melodična death metal skupina iz Ouluja, ustanovljena leta 1998.

## Znamenitoati
- Tietomaa, znanstveni center z več kot 150 eksponati
- Center Rapids, območje v izlivu reke Oulu, sestavljeno iz majhnih otokov, povezanih z mostovi in fontanami na sredini reke, vključno s stanovanjskim območjem gradbenih blokov, ki jih je načrtoval Alvar Aalto
- Tržni trg z Mestno knjižnico, Mestnim gledališčem, kipom Toripolliisi in starim skladiščem soli in smole
- Hupisaaret Islands, veliko območje parka, ki se nahaja v izlivu reke Oulu
- Spomenik M. Franzenu
- Brzice Koitelinkoski]].
- [[Muzej Severne Ostrobothnije
- Muzej žage Pateniemi
- Muzej vozil
- Botanični vrtovi Univerze v Ouluju (ki je v Linnanmaa)
- Arktična galerija
- Technopolis, tehnološka vas
- Turkansaari (zgodovinski muzej na prostem)
- Spa Hotel Eden in peščena plaža v Nallikari rekreacijskem in turističnem območju
- Mannerheim Park
- Stari observatorij v Linnansaariju, zgrajen leta 1875 na ruševinah grad Oulu
- Muzej umetnosti Oulu

## Sončna energija
Leta 2015 je tiskarna Kaleva Media v Ouluju postala najmočnejša fotonapetostna sončna elektrarna na Finskem s 1604 solarnimi fotovoltaičnimi (PV) enotami na svoji strehi. Čeprav ima mesto Oulu, ki je blizu arktičnega kroga, decembra le dve uri šibkega sonca, fotovoltaične celice poleti delujejo skoraj neprekinjeno. Hladno podnebje pomeni, da lahko fotovoltaične plošče dobijo do 25-odstotno povečanje na uro, saj se ne pregrevajo.
Ker je sonce na tej zemljepisni širini precej nizko na nebu, so navpične fotonapetostne instalacije priljubljene na straneh stavb. Te solarne stene prav tako zajemajo svetlobo, ki se odbija od snega. Ni nujno, da je sneg očiščen s strešnih solarnih nap
Lokalno komunalno podjetje Oulun Energia je v lasti mesta Oulu. Mešanica energije, ki jo prejema iz vseskandinavskega omrežja, vključuje lesne pelete, sežiganje odpadkov, bioenergijo, hidroelektrarno, geotermalno energijo, veter, jedrsko energijo, šoto, zemeljski plin in premog.